# Ian Davidson (rugby à XV)
Pour les articles homonymes, voir Ian Davidson et Davidson.
Pas d'image ? Cliquez ici

a Compétitions nationales et continentales officielles uniquement.

b Matchs officiels uniquement.
Ian Davidson, né le 10 août 1877 à Ballyhackamore en Irlande du Nord et mort le 22 juin 1939 à Port Alberni en Colombie-Britannique, est un joueur de rugby à XV irlandais, qui a évolué avec l'équipe d'Irlande et le club du North of Ireland FC (en) au poste d'ailier.

## Biographie
Ian Davidson dispute son premier test match le 4 février 1899 contre l'équipe d'Angleterre. Son dernier test match est contre l'équipe du pays de Galles le 8 mars 1902. Ian Davidson remporte le Tournoi britannique 1899. Il a l'honneur de partir en tournée avec les Lions britanniques et irlandais en Afrique du Sud lors de l'année 1903, disputant un test match.

## Palmarès
- Vainqueur du Tournoi britannique en 1899

## Statistiques

### En équipe nationale
- 9 sélections en équipe nationale
- 6 points (2 essais)
- Sélections par années : 1 en 1899, 2 en 1900, 3 en 1901, 3 en 1902
- Tournois britanniques disputés : 1899, 1900, 1901, 1902

### Avec les Lions britanniques
- 1 sélection en 1903